# Strużki

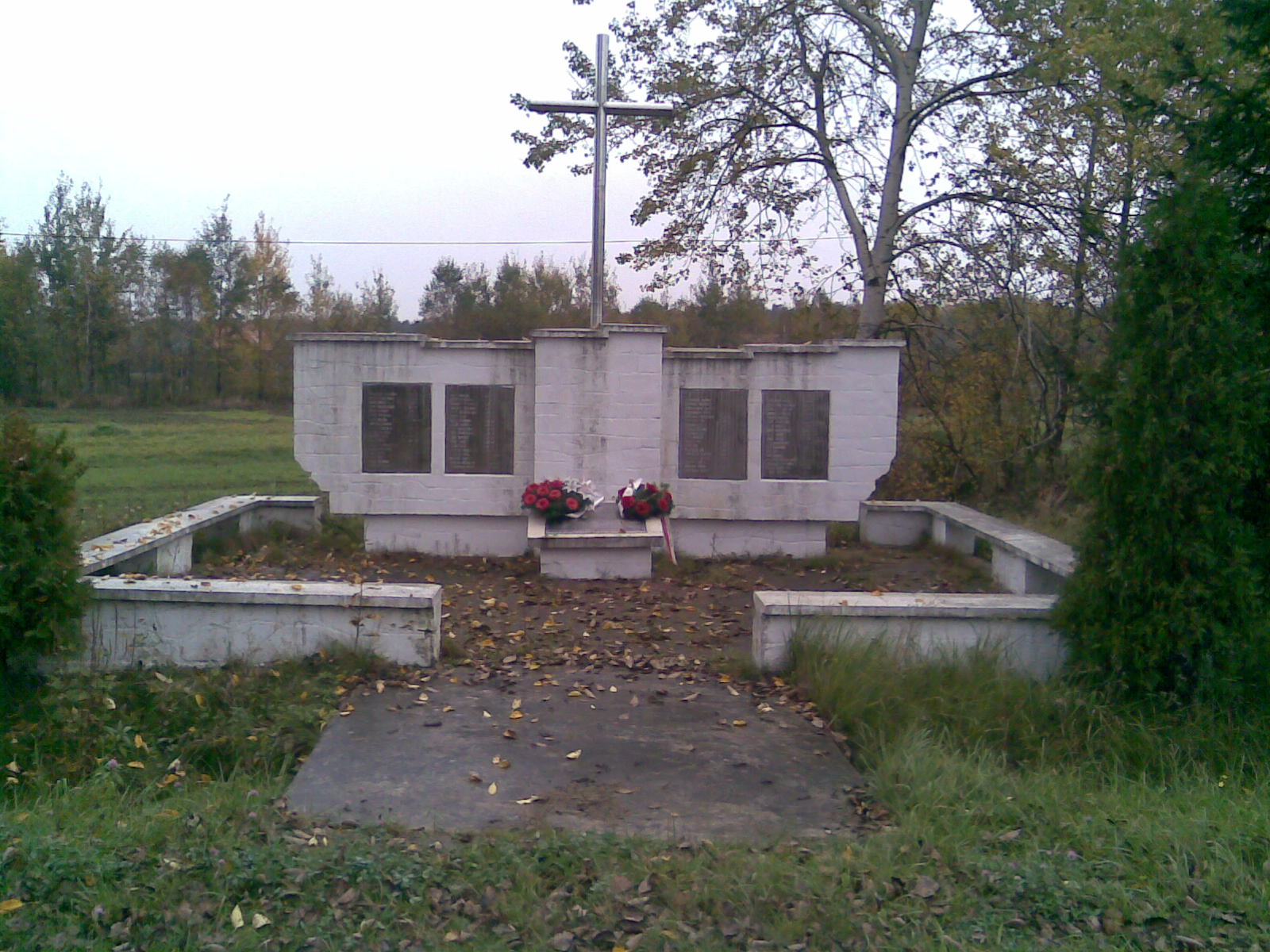
Pomnik ku czci pomordowanych podczas pacyfikacji wsi Strużki w 1943 roku

Strużki – wieś w Polsce, położona w województwie świętokrzyskim, w powiecie staszowskim, w gminie Osiek. Leży przy drodze krajowej nr 79.
W latach 1975–1998 wieś administracyjnie należała do województwa tarnobrzeskiego.
Do 1954 roku Strużki były siedzibą (urzędem) gminy Tursko Wielkie. 
Przez wieś biegnie droga powiatowa nr 42345 (0816T – Strużki – Tursko Wielkie – Szwagrów – Podwale) oraz dwie drogi gminne nr 4233008 (002657T – Tursko Wielkie – Strużki); 4233011 (002660T – Ossala – Strużki), w tym też inne drogi gminne niezewidencjonowane.
W przeszłości była tu też leśniczówka, Cegielnia zlokalizowana bliżej obecnej drogi Strużki – Ossala, stanowiąc integralną część obecnej miejscowości). Jest on siedzibą Leśnictwa Strużki, podległego Nadleśnictwu Staszów.

## Części wsi
| SIMC    | Nazwa   | Rodzaj    |
| ------- | ------- | --------- |
| 0993231 | Gajówka | część wsi |

## Historia
Wieś znana już około XVI wieku. Wieś wymieniana w Słowniku geograficznym Królestwa Polskiego i innych krajów słowiańskich pod koniec XIX wieku.

STRUŻKI, wieś włościańska, powiat sandomierski, gmina Tursko, parafia Niekrasów, odległość od Sandomierza 35 wiorst, ma 11 domów, 84 mieszkańców, 96 mórg (ziemi) włościańskiej, i 2 (morgi ziemi) dworskiej. We wsi urząd gminy (Tursko).

Słownik geograficzny Królestwa Polskiego..., t. XI.

Na podstawie ww. informacji z 1887 roku – Strużki to wieś włościańska w ówczesnym powiecie sandomierskim, w ówczesnej gminie Tursko i parafii Niekrasów. Leży w odległości 35 wiorst od Sandomierza. Ma 11 domów, 84 mieszkańców, 2 morgi ziemi dworskiej i 96 mórg ziemi włościańskiej. We wsi umiejscowiono urząd gminy Tursko Wielkie.
W 1886 roku ówczesna parafia Niekrasów należała do ówczesnego dekanatu sandomierskiego (ale dawniej jeszcze do dekanatu staszowskiego) i liczyła wówczas 2 230 dusz.
Przed II wojną światową jedna z większych w okolicy. Podczas okupacji niemieckiej, dnia 3 czerwca 1943 w wyniku działań odwetowych, hitlerowcy wraz z niemieckimi kolonistami z pobliskich wiosek wymordowali większość mieszkańców (ogółem ok. 96 osób, w tym 18 dzieci w wieku od 1 do 10 lat), a także spalili zabudowania. Z pacyfikacji ocalało tylko parę domów (w tym murowany budynek urzędu gminy) i kilkanaście osób.
Przed II wojną światową i w latach 1954–1973 wieś była siedzibą Gromadzkiej Rady Narodowej.
Do lat 90. XX wieku istniał tu samodzielny Urząd Poczty Polskiej, z własnym kodem pocztowym 28-222 Strużki.

## Demografia
Współczesna struktura demograficzna wioski Strużki na podstawie danych z lat 1995-2009 według roczników GUS, z prezentacją danych z 2002 roku:

| WYSZCZEGÓLNIENIE | WYSZCZEGÓLNIENIE | WYSZCZEGÓLNIENIE | WYSZCZEGÓLNIENIE | WYSZCZEGÓLNIENIE | J. m.       | POPULACJA MIESZKAŃCÓW (w przedziałach wiekowych w 2002 roku) | POPULACJA MIESZKAŃCÓW (w przedziałach wiekowych w 2002 roku) | POPULACJA MIESZKAŃCÓW (w przedziałach wiekowych w 2002 roku) | POPULACJA MIESZKAŃCÓW (w przedziałach wiekowych w 2002 roku) | POPULACJA MIESZKAŃCÓW (w przedziałach wiekowych w 2002 roku) | POPULACJA MIESZKAŃCÓW (w przedziałach wiekowych w 2002 roku) | POPULACJA MIESZKAŃCÓW (w przedziałach wiekowych w 2002 roku) | POPULACJA MIESZKAŃCÓW (w przedziałach wiekowych w 2002 roku) | POPULACJA MIESZKAŃCÓW (w przedziałach wiekowych w 2002 roku) | POPULACJA MIESZKAŃCÓW (w przedziałach wiekowych w 2002 roku) |
| WYSZCZEGÓLNIENIE | WYSZCZEGÓLNIENIE | WYSZCZEGÓLNIENIE | WYSZCZEGÓLNIENIE | WYSZCZEGÓLNIENIE | J. m.       | OGÓŁEM                                                       | 0-9                                                          | 10-19                                                        | 20-29                                                        | 30-39                                                        | 40-49                                                        | 50-59                                                        | 60-69                                                        | 70-79                                                        | 80+                                                          |
| ---------------- | ---------------- | ---------------- | ---------------- | ---------------- | ----------- | ------------------------------------------------------------ | ------------------------------------------------------------ | ------------------------------------------------------------ | ------------------------------------------------------------ | ------------------------------------------------------------ | ------------------------------------------------------------ | ------------------------------------------------------------ | ------------------------------------------------------------ | ------------------------------------------------------------ | ------------------------------------------------------------ |
| I.               | OGÓŁEM           | OGÓŁEM           | OGÓŁEM           | OGÓŁEM           | os.         | 67                                                           | 9                                                            | 5                                                            | 12                                                           | 8                                                            | 14                                                           | 6                                                            | 5                                                            | 4                                                            | 4                                                            |
| I.               | –                | odsetek          | odsetek          | odsetek          | %           | 100                                                          | 13,5                                                         | 7,5                                                          | 17,8                                                         | 11,9                                                         | 20,8                                                         | 9                                                            | 7,5                                                          | 6                                                            | 6                                                            |
| I.               | 1.               | WEDŁUG PŁCI      | WEDŁUG PŁCI      | WEDŁUG PŁCI      | WEDŁUG PŁCI | WEDŁUG PŁCI                                                  | WEDŁUG PŁCI                                                  | WEDŁUG PŁCI                                                  | WEDŁUG PŁCI                                                  | WEDŁUG PŁCI                                                  | WEDŁUG PŁCI                                                  | WEDŁUG PŁCI                                                  | WEDŁUG PŁCI                                                  | WEDŁUG PŁCI                                                  | WEDŁUG PŁCI                                                  |
| I.               | 1.               | A.               | Mężczyzn         | Mężczyzn         | os.         | 34                                                           | 3                                                            | 4                                                            | 6                                                            | 6                                                            | 7                                                            | 3                                                            | 1                                                            | 3                                                            | 1                                                            |
| I.               | 1.               | A.               | –                | odsetek          | %           | 50,7                                                         | 4,5                                                          | 6                                                            | 8,9                                                          | 8,9                                                          | 10,4                                                         | 4,5                                                          | 1,5                                                          | 4,5                                                          | 1,5                                                          |
| I.               | 1.               | B.               | Kobiet           | Kobiet           | os.         | 33                                                           | 6                                                            | 1                                                            | 6                                                            | 2                                                            | 7                                                            | 3                                                            | 4                                                            | 1                                                            | 3                                                            |
| I.               | 1.               | B.               | –                | odsetek          | %           | 49,3                                                         | 9                                                            | 1,5                                                          | 8,9                                                          | 3                                                            | 10,4                                                         | 4,5                                                          | 6                                                            | 1,5                                                          | 4,5                                                          |

Rysunek 1.1 Piramida populacji – struktura płci i wieku wioski
| I. | OGÓŁEM | OGÓŁEM  | OGÓŁEM            | OGÓŁEM            | OGÓŁEM            | os.     | 67      | 34      | 33      |         |         |         |         |         |         |         |         |         |         |         |
| I. | –      | odsetek | odsetek           | odsetek           | odsetek           | %       | 100     | 50,7    | 49,3    |         |         |         |         |         |         |         |         |         |         |         |
| I. | 1.     | W WIEKU | W WIEKU           | W WIEKU           | W WIEKU           | W WIEKU | W WIEKU | W WIEKU | W WIEKU | W WIEKU | W WIEKU | W WIEKU | W WIEKU | W WIEKU | W WIEKU | W WIEKU | W WIEKU | W WIEKU | W WIEKU | W WIEKU |
| I. | 1.     | A.      | Przedprodukcyjnym | Przedprodukcyjnym | Przedprodukcyjnym | os.     | 14      | 7       | 7       |         |         |         |         |         |         |         |         |         |         |         |
| I. | 1.     | A.      | –                 | odsetek           | odsetek           | %       | 20,9    | 10,4    | 10,5    |         |         |         |         |         |         |         |         |         |         |         |
| I. | 1.     | B.      | Produkcyjnym      | Produkcyjnym      | Produkcyjnym      | os.     | 40      | 22      | 18      |         |         |         |         |         |         |         |         |         |         |         |
| I. | 1.     | B.      | –                 | odsetek           | odsetek           | %       | 59,7    | 32,8    | 26,9    |         |         |         |         |         |         |         |         |         |         |         |
| I. | 1.     | B.      | a.                | mobilnym          | mobilnym          | os.     | 26      | 14      | 12      |         |         |         |         |         |         |         |         |         |         |         |
| I. | 1.     | B.      | a.                | –                 | odsetek           | %       | 38,8    | 20,9    | 17,9    |         |         |         |         |         |         |         |         |         |         |         |
| I. | 1.     | B.      | b.                | niemobilnym       | niemobilnym       | os.     | 14      | 8       | 6       |         |         |         |         |         |         |         |         |         |         |         |
| I. | 1.     | B.      | b.                | –                 | odsetek           | %       | 20,9    | 11,9    | 9       |         |         |         |         |         |         |         |         |         |         |         |
| I. | 1.     | C.      | Poprodukcyjnym    | Poprodukcyjnym    | Poprodukcyjnym    | os.     | 13      | 5       | 8       |         |         |         |         |         |         |         |         |         |         |         |
| I. | 1.     | C.      | –                 | odsetek           | odsetek           | %       | 19,4    | 7,5     | 11,9    |         |         |         |         |         |         |         |         |         |         |         |

## Dawne części wsi – obiekty fizjograficzne
W latach 70. XX wieku przyporządkowano i opracowano spis lokalnych części integralnych dla Strużek zawarty w tabeli 1.
| Nazwa wsi – miasta        | Nazwy części wsi – miasta | Nazwy obiektów fizjograficznych – charakter obiektu |
| ------------------------- | ------------------------- | --------------------------------------------------- |
| I. Gromada TURSKO WIELKIE |                           |                                                     |
| 1. Strużki                | 1. Gajówka                | 1. Karczmówka – pole 2. Pod Stawkami – las          |

## Literatura
1. Kaczmarek Leon (red. nauk. zeszytu), Taszycki Witold (red. nauk. wyd.): Urzędowe Nazwy miejscowości i obiektów fizjograficznych. 33. Powiat staszowski województwo kieleckie. Komisja ustalania nazw miejscowości i obiektów fizjograficznych (do użytku służbowego). Z: 33. Warszawa: Urząd Rady Ministrów. Biuro do Spraw Prezydiów Rad Narodowych, 1970. Brak numerów stron w książce